# スペイン (チック・コリアの曲)
『スペイン』（"Spain"）は、1972年にチック・コリアが作曲し、彼のバンドのリターン・トゥ・フォーエヴァーの作品として発表されたジャズ楽曲である。アルバム『Light as a Feather』に収録されている。

## 概要
ホアキン・ロドリーゴ作曲のアランフエス協奏曲第2楽章（アダージョ）をイントロとして用い、その後は一転アップテンポになり、アフロ・キューバンリズムでフルート、エレクトリック・ピアノ（ローズ・ピアノ）、アコースティック・ベースのアドリブが続く。コーラス毎に印象的でトリッキーなリフが挿入されている。
テーマ部は12小節（もしくは24小節）で完結しながらも、下記のようにブルース形式とは全く異なるコード進行に特色がある。
```
Gmaj7 | Gmaj7 | F#7 | F#7 | Em7 | A7 | Dmaj7 | Gmaj7 | C#7 | F#7 | Bm | B7
```

## カバー
この曲は世界中の演奏家にカバーされている。キーボードをはじめ様々な楽器で演奏されるが、ギタリストに人気が高いのが特徴の一つで、ギターのみのトリオやギター中心のスリーピースなどで演奏される。デュオではラリー・コリエル&スティーヴ・カーンなど、ピアノとのデュオではミシェル・カミロ&トマティートなど。ビッグバンド（GRPオールスター・ビッグ・バンドなど)での演奏もある。日本では佐藤竹善、松本孝弘、渡辺香津美などがカバー曲をリリース、また本多俊之とトルヴェール・クヮルテットのサキソフォンでの競演によるアンサンブル（「HIGH FIVE」に収録）もある。
チック自身も度々再演しており、アルバム『スタンダーズ・アンド・モア』（1989年）ではピアノ・トリオ、上原ひろみとの共演ライブ盤『デュエット』（2008年）ではピアノ・デュオと、様々な形での録音がある。
なお原曲は歌詞が無いが、歌詞を入れてカバーされるケースがあり、海外ではアル・ジャロウ、日本ではマリーン、hiro、平原綾香、LE VELVETS、meg（ジャズシンガー）などがカバーしている。また過去には久保田利伸が「夜のヒットスタジオ」にてカシオペアと土岐英史をバックに披露した事もある。

## その他
MRT宮崎放送のMRTニュースワイドのオープニング曲として1980年代まで採用されていた。
また、2007年3月にオンエアされた、キリンビバレッジ「生茶（甘み火入れ玉露入り）」のCMでは、この曲のストリングスアレンジバージョンがBGMとして使用されている。